# 捷列克區 (卡巴爾達-巴爾卡爾共和國)

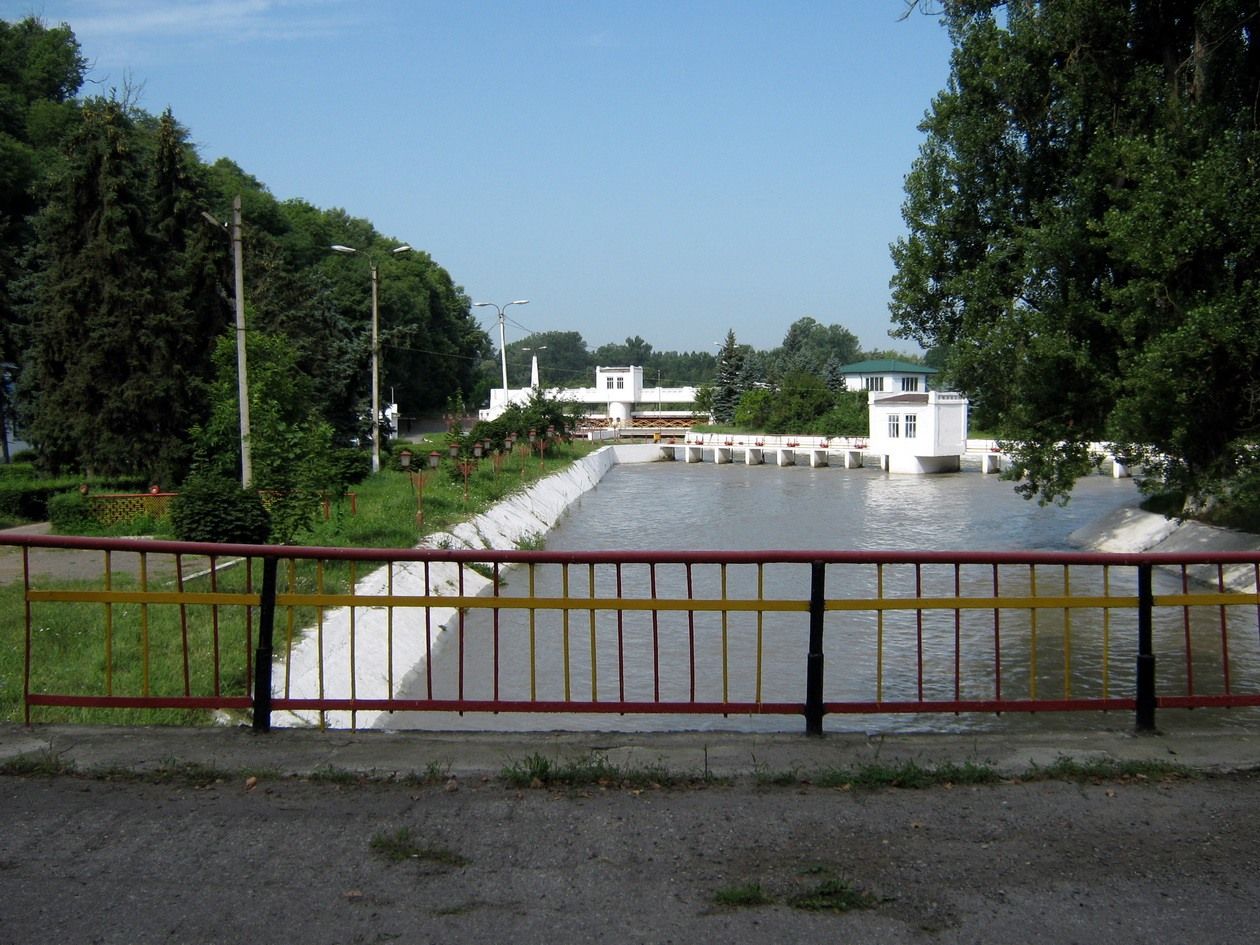

43°29′N 44°08′E / 43.483°N 44.133°E
捷列克區（俄语：Терский район），是俄羅斯的一個區，位於該國西南部，由卡巴爾達-巴爾卡爾共和國負責管轄，面積893平方公里，2010年人口51,220，人口密度每平方公里57.35人。